# Фонте Поло (Кампобасо)
Фонте Поло је насеље у Италији у округу Кампобасо, региону Молизе.
Према процени из 2011. у насељу је живело 102 становника. Насеље се налази на надморској висини од 733 м.